# Spirulina (dietetyka)

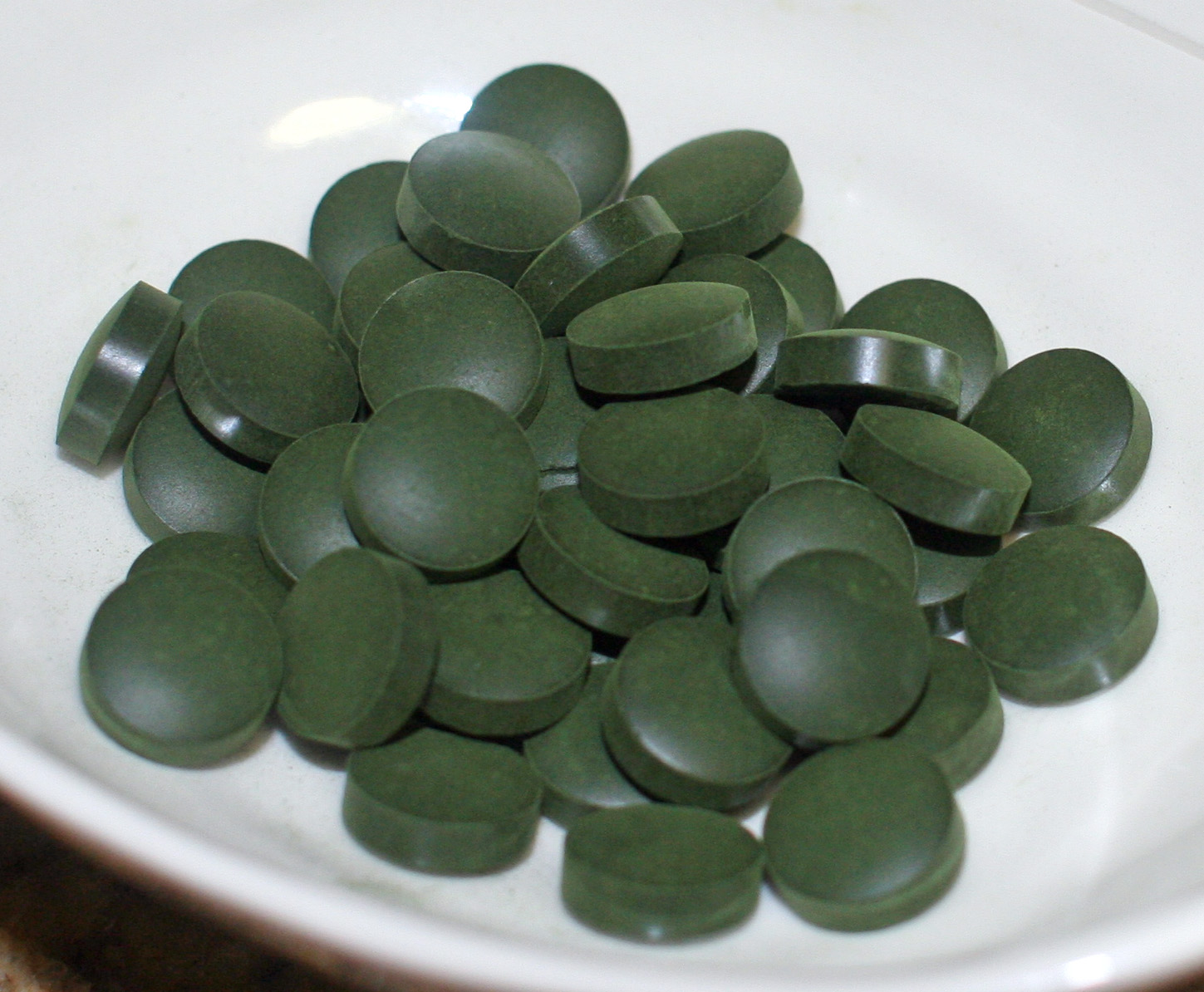
Tabletki spiruliny

Spirulina – handlowa nazwa sinic (cyjanobakterii) należących do rzędu Oscillatoriales. Należy do niego gatunek Arthrospira platensis.
Spirulina jest bardzo bogata w białko – zawartość białka w suchej masie wynosi ok. 70%. Zawiera także witaminy A, B, C, D, E, K i inne. Spirulina jest bogata w magnez i beta-karoten.
Stosowana do produkcji kosmetyków, suplementów żywieniowych oraz pokarmów dla glonożernych ryb akwariowych.
Nazwa tych sinic pochodzi z czasów, gdy przedstawicieli rodzaju Arthrospira zaliczano do rodzaju Spirulina. W obecnych ujęciach systematycznych rodzaje te uważa się za spokrewnione (należą do rzędu drgalnicowców), ale odrębne.
Wbrew obiegowym opiniom, spirulina nie jest źródłem przyswajalnej przez ludzki organizm witaminy B12.

## Zagrożenia
Istnieją doniesienia o podwyższonej zawartości (w wybranych suplementach diety zawierających m.in. spirulinę) substancji toksycznych, np. glinu, co może mieć związek ze sposobem prowadzenia niektórych przemysłowych hodowli glonów.
Do lipca 2023 w literaturze naukowej odnotowano pięć przypadków alergii na spirulinę, z czego w czterech przypadkach stwierdzono wystąpienie anafilaksji.